# Passage Marie-Rogissart
Le passage Marie Rogissart est une voie du 12e arrondissement de Paris, en France.

## Situation et accès
La voie est située au sein de l'ancienne caserne de Reuilly dans le 12e arrondissement.
Il donne accès au jardin Martha-Desrumaux.

## Origine du nom

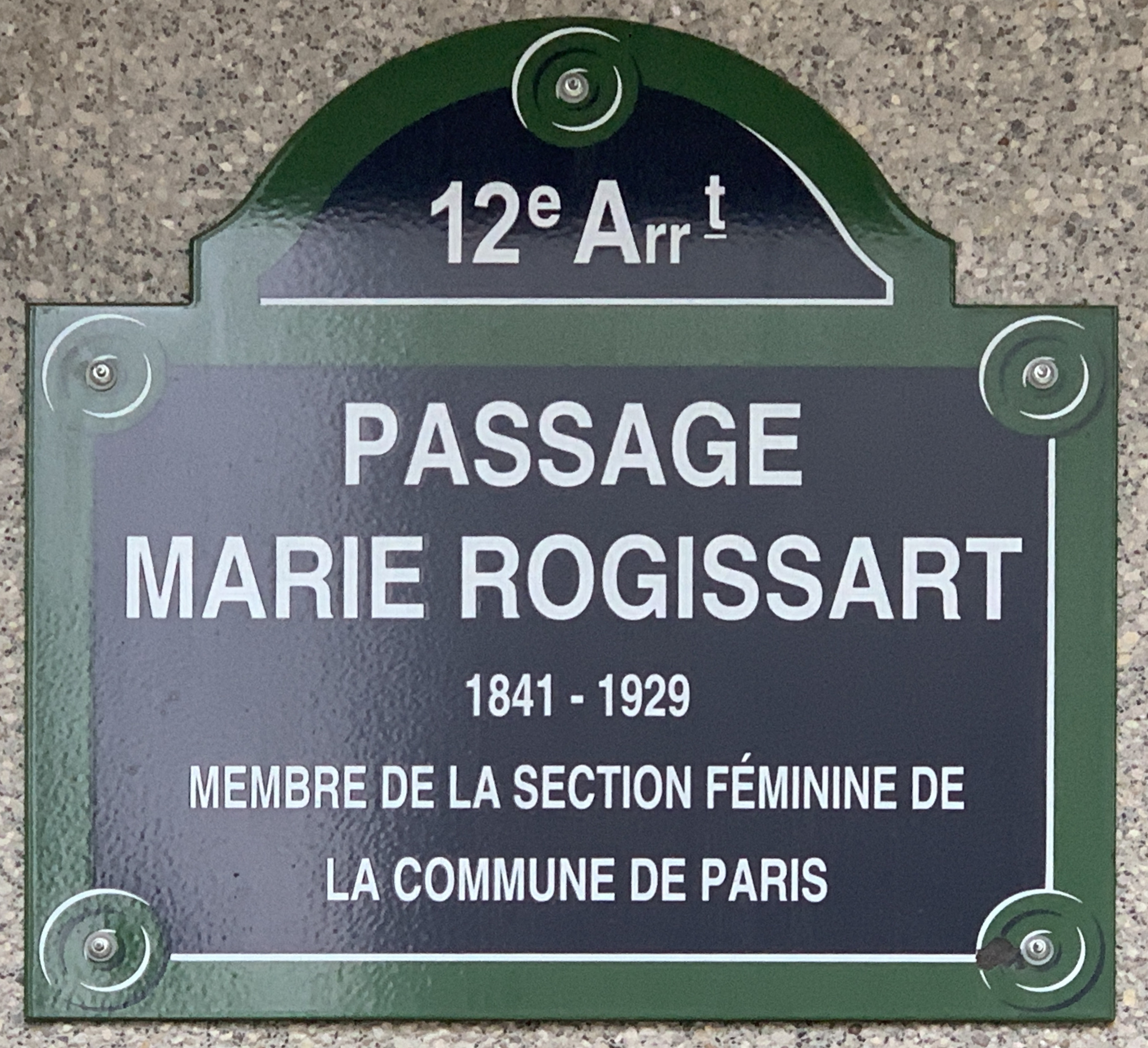
Plaque du passage.

Le passage porte le nom de la personnalité de la Commune de Paris Marie Rogissart (1841-1929),.

## Historique
La voie est créée dans le cadre de l'aménagement de la caserne de Reuilly.
Elle a été créée sous le nom provisoire de « voie DW/12 » et prend sa dénomination actuelle par vote du Conseil du 12e arrondissement et du Conseil de Paris.
L'inauguration officielle a eu lieu en en juillet 2019.